# Wigandia
- Commons
- Wikispecies

Turricula é um gênero botânico pertencente à família Hydrophyllaceae.

## Espécies
- Wigandia crispa
- Wigandia urens